# Activismo performativo
El activismo performativo es el activismo realizado para aumentar el capital social personal y no por la devoción a una causa.

## Historia y uso

### Usos tempranos del término
El término apareció en internet en un artículo del 2015 de la página web Hyperallergic, pero se refería al activismo que involucraba un elemento de arte escénico.  El artículo hacía referencia al Campamento pacifista de mujeres en Greenham Common y a cómo algunas mujeres protestaron contra las armas nucleares decorando una cerca "con fotografías, pancartas y otros objetos", agregando que "bloquearon el camino hacia el lugar con espectáculos de danza". Incluso saltaron la valla para bailar en la zona prohibida". 
En septiembre de 2018, Lou Constant-Desportes, editor en jefe de AFROPUNK.com, renunció, citando "el 'activismo' performativo sumergido en el consumismo y expreciones 'Woke' utilizadas con fines de marketing". 

### Protestas de George Floyd y Black Lives Matter
El 1 de junio de 2020, mientras expresaba su apoyo al movimiento Black Lives Matter a raíz de las protestas de George Floyd, la cantante Lorde declaró: "Una de las cosas que encuentro más frustrantes de las redes sociales es el activismo performativo, predominantemente de celebridades blancas (como yo). Es difícil lograr un equilibrio entre las exhibiciones egoístas en las redes sociales y la acción real".   
El 2 de junio, alrededor de 28 millones de usuarios de  Instagram participaron en el movimiento "Blackout Tuesday", en el que los usuarios publicaron una imagen cuadrada completamente oscurecida para mostrar su apoyo a las protestas de George Floyd.  Tanto las celebridades como los usuarios en general recibieron críticas de otros usuarios de las redes sociales por participar en "activismo performativo" a través de estas publicaciones de Blackout Tuesday.  
El 5 de junio, en Washington D. C., la alcaldesa Muriel Bowser hizo pintar la frase Black Lives Matter en la calle 16 frente a la Casa Blanca . Bowser fue criticado como un ejemplo de un funcionario del gobierno que crea una "distracción performativa". 